# Brian Rodríguez
Paul Brian Rodríguez Bravo (Tranqueras, 2000. május 20. –) uruguayi válogatott labdarúgó, a mexikói América középpályása.

## Pályafutása

### Klub
Rodríguez az uruguayi Peñarol akadémiáján nevelkedett. A felnőtt csapatban 2018 márciusában mutatkozott be egy Danubio elleni bajnoki mérkőzésen. 2019 nyarán szerződtette őt az egyesült államokbeli Los Angeles FC.

### Válogatott
Rodríguez többszörös uruguayi utánpótlás-válogatott labdarúgó, tagja volt a 2019-es U20-as labdarúgó-világbajnokságon nyolcaddöntős uruguayi csapatnak is. Rodríguez a felnőtt válogatottban 2019. szeptember 7-én mutatkozott be egy Costa Rica elleni barátságos mérkőzésen.